# Simon Cziommer
Simon Cziommer (6 de noviembre de 1980) es un futbolista alemán, se desempeña como centrocampista y actualmente juega en el Vitesse Arnhem.

## Clubes
| Club               | País         | Año         |
| ------------------ | ------------ | ----------- |
| FC Twente          | Países Bajos | 2000 - 2003 |
| Schalke 04         | Alemania     | 2003 - 2006 |
| FC Twente          | Países Bajos | 2004 - 2005 |
| Roda JC            | Países Bajos | 2006        |
| AZ Alkmaar         | Países Bajos | 2006 - 2009 |
| FC Utrecht         | Países Bajos | 2008 - 2009 |
| Red Bull Salzburgo | Austria      | 2009 - 2012 |
| Vitesse Arnhem     | Países Bajos | 2012 - 2013 |